# Aero Star Táxi Aéreo
AeroStar é uma empresa de táxi aéreo baiana que mantém voos para Ilha de Itaparica (Club Med), Ilha de Boipeba, Morro de São Paulo, Barra Grande, Praia do Forte, Valença, entre outros destinos do Recôncavo Baiano.
Fundada em 1995 por Rinaile Silveira e Márcio Noya, chegou a voar com 3 BN2A Islander, 2 EMB820C Navajo e outras aeronaves de menor porte, como Cessna 310 e  E720D Minuano. Foi a pioneira no Brasil no uso do LET 410 UVP-E20, recebido em 2001.
Reformulada societariamente a empresa adotou um par de Rockwell Turbo Commander PT-LLF, PT-RRG e recentemente readquiriu um BN2A Islander para reiniciar a ponte para Morro de São Paulo que durante um período foi operada pela Axé Taxi Aéreo.

## Frota
| Aeronave                 | Total |
| ------------------------ | ----- |
| Embraer EMB-820C Navajo  | 2     |
| Rockwell Turbo Commander | 1     |
| Britten-Norman Islander  | 2     |
| Total de aeronaves       | 5     |